# Vadigo
Vadigo (Campogramma glaycos) är en fisk i familjen taggmakrillfiskar som förekommer i östra Atlantens varmare delar.

## Utseende
Vadigon har en oval och från sidorna sammantryckt kropp med grågrön rygg, silverfärgad undersida och en följd av flikar i ryggens respektive undersidans färger på sidorna. Stjärtfenan är kraftigt urgröpt. Den har två ryggfenor, av vilka den främre endast består av en serie taggar. Unga fiskar har dessa taggar förenade av en tunn hinna, som senare försvinner. Den blir upp till 60 cm lång, och kan som mest väga 2,8 kg.

## Vanor
Arten är en aktiv, snabbsimmande fisk som lever pelagiskt eller strax ovan bottnen på ett djup mellan 15 och 30 m. Födan består främst av stimfiskar, men även ryggradslösa bottendjur kan ingå i dieten. Äggen är pelagiska.

## Utbredning
Vadigon finns i östra Atlanten från Brittiska öarna över Madeira, västra Medelhavet och Kanarieöarna till Senegal.

## Kommersiell användning
Ett visst trålfiske förekommer. Arten är dessutom en populär sportfisk.